# 每周质量报告
《每周质量报告》，為中國中央電視台之一消费生活类新聞性節目。節目內容大多介紹各種黑心食品或黑心商品，以及不法商人坑害消费者的手段。目前節目主持人為崔志刚，阿丘曾参加节目主持。曾在CCTV-1、CCTV-2、CCTV-7播出（首播或重播），目前在中国中央电视台新闻频道每周日12:35播出。

## 主持人

### 现任主持
- 张仲鲁[2][3][4][5][6][7][8][9][10][11][12][13][14]

### 代班主持
- 苗凯
- 王言

### 現職前任主持
- 章伟秋
- 经蓓[21][22][23]
- 賀紅梅
- 崔志刚

### 已離任主持
- 海霞[24]
- 邱孟煌

## 相關
- 中國消費品質量安全促進會

## 外部連結
- 每周质量报告_CCTV节目官网 （页面存档备份，存于）